# Las Pachecas (San Pedro del Pinatar)
Las Pachecas y Lo Romero es una pedanía del municipio de San Pedro del Pinatar en la comunidad autónoma de Murcia en España. Formada por unas casas diseminadas y una parte de la explotación agrícola de Lo Romero. Se encuentra en el límite de la Comunidad Autónoma de la Región de Murcia con el municipio de la Comunidad Valenciana de Pilar de la Horadada (Alicante), limitando asimismo con el municipio de San Javier (Murcia). Está rodeada por tres pedanías: Los Antolinos, Los Tárragas y Loma de arriba. Es la pedanía de mayor extensión del municipio y se encuentra dedicada principalmente a la explotación agrícola.